# Soudat
 Soudat  (en occitano Sodac) es una población y comuna francesa, situada en la región de Aquitania, departamento de Dordoña, en el distrito de Nontron y cantón de Bussière-Badil.

## Demografía
| 150 | 121 | 98 | 99 | 78 | 72 |
| Para los censos de 1962 a 1999 la población legal corresponde a la población sin duplicidades (Fuente: INSEE [Consultar]) |     |    |    |    |    |